# Großtöpfer
Großtöpfer ist ein Ortsteil von Geismar im Landkreis Eichsfeld in Thüringen.

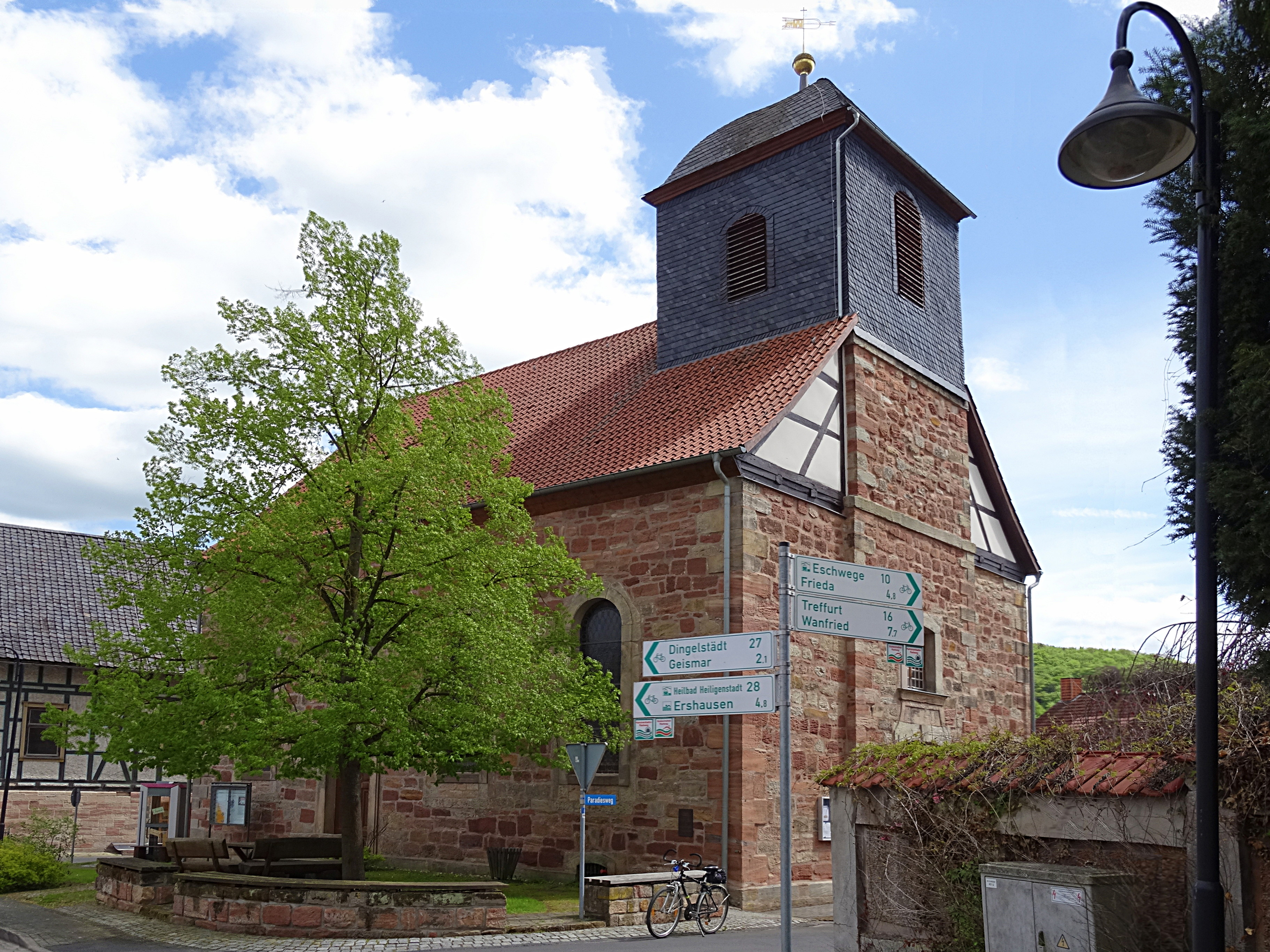
Kirche Der gute Hirte am Kanonenbahn-Radweg

## Lage
Großtöpfer liegt westlich von Geismar im Tal der Frieda an den Landesstraßen 1007 und 2030 in kupiertem Gelände des Südeichsfeldes nahe der Grenze zu Hessen. Südöstlich überragt der Hülfensberg den Ortsteil und die Region.

## Geschichte
Am 20. Dezember 1195 wurde das damalige Dorf erstmals urkundlich erwähnt. Die Verantwortlichen des Dorfes gehen vom 22. Oktober 1375 aus. Das Gebiet um Großtöpfer war bei der Urbarmachung versumpft und mit einer größeren Wasserfläche bedeckt. Das Dorf gehörte zur Burg Stein und war als Burglehen an eine Ritterfamilie vergeben, die sich nach dem Ort benannte.
Die Burg Greifenstein, die nahe dem Ort liegt, wurde 1397 erwähnt, als sie eingenommen und teilweise zerstört wurde. 1465 verkaufen die von Töpfer das Dorf mit allem Zubehör (Wüstungen, Waldungen, Wasser, Weiden) an die von Hanstein, Oberlehnsherr waren aber die kurmainzer Erzbischöfe. Im 15. und 16. Jahrhundert war Großtöpfer Gerichtsstätte, zunächst derer von Töpfer und dann derer von Hanstein. Ab 1534 wurde der Gerichtsort mit dem von hansteinischen Gericht in Schwobfeld vereinigt, Ende des 18. Jahrhunderts war hier wieder Gerichtsort des Hansteinischen Gesamtgerichts über Großtöpfer, Lehna und Schachtebich. Ab Mitte des 16. Jahrhunderts waren die Bewohner unter den von Hanstein evangelisch geworden. 1735 bauten die Bewohner eine Kirche, die sie dann 1827 neu bauten.
Von jeher war der Gedanke des Hülfensberges in den Köpfen der Bewohner um den Berg, da er einmal von den Vorfahren in Notzeiten besiedelt wurde und als Heiligtum angesehen wird. 165 Einwohner lebten 2009 im Ortsteil. Eine Besonderheit dieses kleinen Ortes liegt in der historischen Entwicklung darin, das neben der evangelischen Kirche noch eine katholische Kirche (1902) errichtet wurde. Im Jahre 1897 gab es auch noch eine evangelische und eine katholische Schule.
Von 1914 bis 1947 war Großtöpfer an die Bahnstrecke Heiligenstadt–Schwebda mit einem eigenen Bahnhof angeschlossen. Die Einstellung des Bahnbetriebes und Demontage der Gleisanlagen erfolgte im Jahr 1947 auf Anordnung der Sowjetischen Militäradministration. 1949 errichtete die Gemeinde ein Kulturhaus. Ab 1945 lag Großtöpfer unmittelbar an der sowjetisch-amerikanischen Zonengrenze und war nach 1952 durch die Grenzmaßnahmen an der Innerdeutschen Grenze stark beeinträchtigt. Von 1961 bis 1971 befand sich im Ort eine Grenzkompanie, Grenztürme befanden sich unterhalb des Schloßberges und auf dem Bahndamm der alten Bahnstrecke. Seit 1990 gehört Großtöpfer zum Land Thüringen.

### Rittergeschlecht von Töpfer
Großtöpfer war der Sitz eines mittelalterlichen Rittergeschlechts von Töpfer oder Topphern, die den Ort als Burglehen der Burg Stein innehatten. 1360 wurde ein Marolt von Tophfern und 1364 von Dopphirn genannt. Merolt, Hermann, Heinrich und Hans von Topphern verkaufen 1465 das Dorf Töpfer mit allen Zubehör an Heinrich von Hanstein, die es dann mehrere Jahrhundert in Besitz hatten. In Siebmachers Wappenbuch werden darüber hinaus weitere Adelsfamilien gleichen Namens erwähnt.
Nach Kneschke wurde 1270 ein Conrad von Töpfer erstmals erwähnt und sie besaßen 1440 zwischen Wanfried und Treffurt zwei Höfe, mit einem wurden sie vom Kloster Fulda belehnt. 1442 wurden sie Herbsleben und Großvargula erwähnt, weitere Güter besaßen sie in Behringen, Dorla und Treffurt. 1713 gehörte ihnen noch ein Gut in Sundhausen bei Bad Langensalza. Das Wappen zeigt drei übereinander liegende Fische und entspricht dem Wappen derer von Treffurt.

## Sehenswertes
- evangelisch-lutherische Kirche Der gute Hirte
- römisch-katholische Kirche St. Aloysius
- An der Straße zwischen Großtöpfer und Frieda gibt es einen historischen Geleitstein (eine alte Grenzsäule) und unmittelbar daneben einen alten Grenzstein.
- Die abwechslungsreiche Landschaft rund um den Hülfensberg (448 m) lädt zu zahlreichen Wanderzielen ein, unter anderem auch zur ehemaligen innerdeutschen Grenze und dem heutigen Grünen Band, sowie auf dem Schloßberg (442 m) mit der Burgruine Greifenstein.
- Durch den Ort führen der Kanonenbahn-Radweg und der Südeichsfeld-Radweg.

## Persönlichkeiten
- Fritz Stichtenoth (1895–1935), Politiker der NSDAP und letzter Staatsminister von Mecklenburg-Strelitz
- Martin Eisentraut (1902–1994), deutscher Herpetologe und Mammaloge.